# Nicola Ciotti
 (Rimini, 5 ottobre 1976) è un altista italiano, cinque volte campione nazionale assoluto, come il fratello gemello, Giulio, anch'egli altista.
Ha saltato per la prima volta i 2,30 m nel 2002 e si è ripetuto su questa misura anche nelle 4 stagioni successive, primo italiano riuscito in questa impresa.

## Biografia
Cresciuto insieme al fratello Giulio nella società modenese A.S. La Fratellanza 1874, Nicola Ciotti dal 1997 è un atleta del gruppo sportivo Carabinieri di Bologna. Ha detenuto il primato italiano di salto in alto indoor con la misura di 2,30 m fino all'inverno 2005 quando Alessandro Talotti l'ha battuto saltando 2,32 m, a Glasgow. A Genova, il 17 febbraio 2002, ha vinto il titolo italiano assoluto con la misura record di 2,30 m.
Ha partecipato: alla XXVIII Olimpiade di Atene del 2004 piazzandosi al 13º posto, primo tra gli esclusi dalla finale; alla Coppa Europa Outdoor per Nazioni nel 2004 a Bydgoszcz in Polonia ha ottenuto il 4º posto (con 2,27 m), a Firenze sempre in Coppa Europa nel 2005 il 2º (2,30 m); ai campionati mondiali di Parigi nel 2003, agli europei indoor di Vienna 2002; ai Mondiali Militari di Tivoli nel 2002 in cui ha vinto la medaglia d'oro con la misura di 2,28 m. È stato 5º ai campionati mondiali di Helsinki del 2005 e 6º ai campionati europei di Göteborg del 2006.Inoltre ha una delle migliori medie sulle dieci gare: 2,297 m. Vive a Riccione.

## Palmarès
| Anno | Manifestazione  | Sede       | Evento        | Risultato | Prestazione | Note |
| ---- | --------------- | ---------- | ------------- | --------- | ----------- | ---- |
| 2002 | Europei indoor  | Vienna     | Salto in alto | 40º (q)   | 2,17 m      |      |
| 2003 | Mondiali        | Parigi     | Salto in alto | 25º (q)   | 2,20 m      |      |
| 2004 | Giochi olimpici | Atene      | Salto in alto | 13º (q)   | 2,25 m      |      |
| 2005 | Europei indoor  | Madrid     | Salto in alto | 9º (q)    | 2,27 m      |      |
| 2005 | Mondiali        | Helsinki   | Salto in alto | 5º        | 2,29 m      |      |
| 2006 | Mondiali indoor | Mosca      | Salto in alto | 9º (q)    | 2,24 m      |      |
| 2006 | Europei         | Göteborg   | Salto in alto | 6º        | 2,27 m      |      |
| 2007 | Europei indoor  | Birmingham | Salto in alto | 18º (q)   | 2,18 m      |      |
| 2007 | Mondiali        | Osaka      | Salto in alto | 16º (q)   | 2,26 m      |      |
| 2009 | Europei indoor  | Torino     | Salto in alto | 10º (q)   | 2,27 m      |      |
| 2011 | Europei indoor  | Parigi     | Salto in alto | 9º (q)    | 2,22 m      |      |

## Altre competizioni internazionali
Coppa Europa
- Argento a Firenze 2005

## Campionati nazionali
Nicola Ciotti vanta 7 titoli nazionali, conquistati nell'arco di nove anni.
- Oro nel 2005, con 2,28 m (outdoor)
- Oro nel 2009, con 2,28 m (outdoor)
- Oro nel 2002, con 2,30 m (indoor)
- Oro nel 2005, con 2,28 m (indoor)
- Oro nel 2006, con 2,25 m (indoor)
- Oro nel 2009, con 2,27 m (indoor)
- Oro nel 2011, con 2,25 m (indoor)